# TDK Mediactive Europe
Ne doit pas être confondu avec TDK Mediactive Inc.
TDK Mediactive Europe était une entreprise d'édition et de distribution de jeux vidéo appartenant à TDK Recording Media Europe,, filiale européenne de TDK. 

## Jeux publiés
| Titre                                             | Date de sortie | Plates-formes                          | Développeur                 |
| ------------------------------------------------- | -------------- | -------------------------------------- | --------------------------- |
| Le Petit Dinosaure : L'Aventure des maths         | 1998           | Windows, macOS                         | Digital Media International |
| Le Petit Dinosaure : Retour vers la Grande Vallée | 2000           | PlayStation                            | Realtime Associates         |
| Casper : Friends Around the World                 | 2000           | PlayStation                            | Realtime Associates         |
| Elevator Action EX                                | 2000           | Game Boy Color                         | Altron                      |
| Outlaw Golf                                       | 2002           | Windows, GameCube, PlayStation 2, Xbox | Hypnotix                    |
| Outlaw Volleyball                                 | 2003           | Xbox                                   | Hypnotix                    |
| World Racing                                      | 2003           | Windows, GameCube, PlayStation 2, Xbox | Synetic                     |
| Knights of the Temple: Infernal Crusade           | 2004           | Windows, GameCube, PlayStation 2, Xbox | Starbreeze Studios          |
| Conan                                             | 2004           | Windows, GameCube, PlayStation 2, Xbox | Cauldron                    |